# ذا فويس: أحلى صوت
ذا فويس: أحلى صوت، هو النسخة العربية من برنامج تلفزيون الواقع الغنائي الهولندي العالمي «The Voice» الذي تعود فكرة ابتكاره إلى جون دي مول عام 2010 ومن إنتاج سوني بيكتشرز إنترتينمنت وشبكة تالبا الإعلامية، ويتم تصوير النسخة الناطقة بالعربية للبرنامج في استوديوهات إم بي سي في منطقة ذوق مصبح بالعاصمة اللبنانية بيروت.
انطلق الموسم الأول من المسابقة في 14 أيلول 2012 على قناة إم بي سي 1 وأيضا على قناة أل بي سي، وكان من تقديم الممثل المصري محمد كريم والممثلة اللبنانية نادين نجيم التي تستعرضت في حلقة خاصة كل ما حدث في كواليس الحلقة الرئيسية. وفي مرحلة العروض المباشرة شاركت الممثلة المصرية أروى جودة محمد كريم التقديم على المسرح. وفاز بلقبه المغربي مراد بوريقي من فريق عاصي الحلاني حيث حصل على عقد تسجيل ألبوم وعقد عمل مع يونيفرسال العالمية للموسيقى، إلى جانب عقد أغنية منفردة مع شركتي سوني بيكتشرز إنترتينمنت وبلاتينيوم ريكوردز المسؤولة عن تسويق الإنتاج الفني للبرنامج. كما حصل على فرصة التعاون مع المنتج العالمي ريد-وان (رضوان) من خلال أغنية من ألحانه وتوزيعه وإنتاجه سيقدمها للفائز بالتعاون مع يونيفرسال العالمية. بالإضافة إلى حصوله على سيارة شيفروليه طراز تريل بليزر 2013.
بعد النجاح الكبير الذي حققه الموسم الأول، انطلق الموسم الثاني من البرنامج في 28 ديسمبر 2013 ولم يشهد أي تغيير في لجنة التحكيم إلا أنه عرف تغيير في المقدمة حيث استُبدلت أروى جودة باللبنانية إيميه صياح. وقد عرفت الحلقة النهائية مشاركة المغني ريكي مارتن. فيما فاز بلقب الموسم العراقي ستار سعد من فريق كاظم الساهر.
وفي 26 ديسمبر 2015 عاد البرنامج في موسمه الثالث الذي عرف تقديم منفرد لإيميه صياح، فيما فازت به الأردنية نداء شرارة من فريق شيرين. وتوقف البرنامج مؤقتا منذ صيف 2014 لإفساح المجال لنسخة البرنامج المخصصة للأطفال ذا فويس كيدز: أحلى صوت الذي عُرض على موسمين متتاليين.
الموسم الرابع عرف عدة تغييرات أهمها تغير لجنة التحكيم حيث لم يبق سوى عاصي الحلاني فيما انضم إليه كل من محمد حماقي، إليسا وأحلام الشامسي، وقد انطلق في 10 فبراير 2018 بعد سلسلة من التأجيلات عقد الإعلان عن استبعاد أحلام واستبدالها بنوال الكويتية. لكن إدارة البرنامج قررت إعادة أحلام واسئناف التصوير. وقد عرف المسرح تغييرات جذرية حيث أصبح ديكور البرنامج أشبه بنظيره البريطاني BBC The Voice. الموسم عرف أيضا تغييرا في المقدمين حيث تولى كل من المصرية ناردين فرج والسعودي بدر آل زيدان مهمة تقديم البرنامج.

## نبذة عن البرنامج
برنامج متخصص باكتشاف قدرات المتسابقين الغنائية الاستثنائية وصقلها لاحقا. ليس شرطًا أساسيًا للاشتراك في المسابقة أن يكونوا المتقدمين من الهواة، بل يمكن أن يكونوا من فئة شبه المحترفين، ممن يمتلكون طاقات صوتية ومؤهلات جيدة ويعملون في هذا المجال، ويطمحون إلى الحصول على فرصة أخرى في مسيرتهم المهنية، قد تقودهم إلى الاحتراف والنجومية والشهرة.

## فكرة البرنامج
في البداية تم إجراء مرحلة للمقابلات تحت إشراف الملحن والموزع موسيقي اللبناني جان ماري رياشي الذي أختار 94 شخصا، من أفضل المتقدمين لكي ينتقلوا إلى مرحلة «الصوت وبس» أمام اللجنة المختصة في الإستوديو في بيروت. المقابلات جرت في: الإمارات العربية المتحدة، مصر، الكويت، تونس، المغرب ولبنان. أما مراحل التصفيات في المسابقة مؤلفة من ثلاثة جولات وهي التالية:

### جولة الصوت وبس:
تعرض على مدى خمس حلقات، يختار خلالها كل مدرب الأصوات التي تنال إعجابه دون أن يتمكن من رؤية أصحابها، فهم يجلسون على كراسي لونها أحمر وظهرهم مدار للمتسابقين. إذا أعجبه الصوت، على الفنان أن يضغط الزر الأحمر الموجود أمامه. هذا يعني «صوتك حلو وأرغب بتدريبك»، حينها يدور الكرسي الجالس عليه المدرب 180 درجة لكي يرى صاحب ذلك الصوت.
فريق المدربين في النسخة العربية مؤلف من أربعة من أبرز نجوم الغناء في العالم العربي هم (مرتبين حسب جلوسهم في المسرح بدءا من اليسار إلى اليمين):
| المواسم | المدربين     | المدربين     | المدربين         | المدربين     |
| ------- | ------------ | ------------ | ---------------- | ------------ |
| 1       | عاصي الحلاني | صابر الرباعي | شيرين عبد الوهاب | كاظم الساهر  |
| 2       | عاصي الحلاني | صابر الرباعي | شيرين عبد الوهاب | كاظم الساهر  |
| 3       | عاصي الحلاني | صابر الرباعي | شيرين عبد الوهاب | كاظم الساهر  |
| 4       | محمد حماقي   | إليسا        | أحلام الشامسي    | عاصي الحلاني |
| 5       | سميرة سعيد   | راغب علامة   | أحلام الشامسي    | محمد حماقي   |
| 6       | مصطفى قمر    | نانسي عجرم   | حمادة هلال       | راغب علامة   |

بحال ضغط أكثر من مدرب على الزر الأحمر، على المتسابق اختيار مع من يرغب بالتدرب. بختام هذه الجولة سيكون لكل مدرب فريقا خاصا به مؤلف من 12 متسابق. لدى كل متسابق في هذه المرحلة دقيقة ونصف لتأدية أي أغنية يريدها ويعتقد أنها ستجذب المدربين. جميع المتسابقين يدخلون المسرح دون أن يتم الأعلان عن أسمهم، جنسيتهم، جنسهم

### جولة المواجهة:
مؤلفة من 48 متسابق، 12 لكل فريق تمتد على مدى أربع حلقات. يكون كل مدرب ثنائيات غنائية ويعطي كل مجموعة أغنية، التي ستتدرب على أدائها تحت إشرافه وإشراف مساعد له وهو المستشار. بعدها يتم الانتقال إلى مسرح المواجهة، وهو على شكل حلبة ملاكمة، حيث يتنافس المشتركون في تأدية أغنياتهم، وعلى المدرب إقصاء أحد المشتركين. فقط أفضل ست متسابقين من كل فريق يختارهم مدربوهم ينتقلون للمرحلة التالية. المستشارون الذين أختارهم المدربون في هذا الموسم هم:
- إيمان حسني، مدربة فريق كاظم، مغنية أوبرا ومدربة أصوات أتممت دراستها في النمسا
- محمد أبو الخير، مدرب فريق شيرين، فنان يجيد الغناء، الإخراج الأوبرالي، تصميم السينوغرافيا وتدريب الصوت
- خليل أبو عبيد، مدرب فريق صابر، أستاذ بالتربية الموسيقية العربية الكلاسيكية والتكنو، ملحن ولديه إلمام بالأوبرا
- غادة شبير، مدربة فريق عاصي، مغنية وباحثة في الأغنية العربية وأستاذة في أصول الغناء
- جيهان الناصر، مدربة فريق حماقي، حاصلة على دكتوراه الفنون من المعهد الموسيقي العربي
- لسلي عقل مدربة فريق إليسا، اختصاسية في علم وتدريب الصوت والنطق
- خليل أبو عبيد، مدرب فريق عاصي في الموسم الرابع، اختصاصي في علم الموسيقى
- ناصر الصالح، مدرب فريق أحلام، ملحن

خلال هذه المراحلة يمكن لأحد المدربين اختطاف أحد المواهب التي لا يرغب بها مدربها الأصلي بالضغط على الزر، حينها ينقذه من الخروج وتتنافس الموهبة مع مواهب المدرب الجديد، لكل مدرب فرصة اقتناص واحدة خلال الموسمين الثاني والثالث، أما في الرابع فيمكن اقتناص عدد لا نهائي من المواهب بحيث كل موهبة مختطفة جديدة تؤدي لخروج الموهبة المختطفة السابقة إلى غاية الاستقرار على موهبة مختطفة أخيرة.

### جولة العروض المباشرة:
تتألف من ست حلقات تعرض مباشرة على الهواء، وتتضمن الأداء الحي على المسرح ويتافس 24 متسابق، ست لكل مدرب بين بعضهم البعض. بهذه الجولة الجمهور في المنازل يصوت للإبقاء واحد من كل فريق. أما المدربون يختارون واحد آخر من فريقهم للبقاء في المنافسة.
بعدها يختار الجمهور مجددًا من يريد أن يبقى، المتسابق الذي اختاره الجمهور أم اختيار المدرب. وهكذا تمتد حتى الحلقة النهائية التي سيعلن فيها الفائز بالبرنامج وحامل لقب «أحلى صوت» من بين الأربعة المتبقين.

## الملخص

### الفائزين
| المواسم | المرحلة                       | الفائز      | الوصيف          | الثالث والرابع          | المدرب الفائز |
| ------- | ----------------------------- | ----------- | --------------- | ----------------------- | ------------- |
| 1       | 14 سبتمبر 2012 14 ديسمبر 2012 | مراد بوريقي | يسرا محنوش      | قصي حاتم فريد غنام      | عاصي الحلاني  |
| 2       | 28 ديسمبر 2013 29 مارس 2014   | ستار سعد    | هالة القصير     | سيمور جلال وهم          | كاظم الساهر   |
| 3       | 27 سبتمبر 2015 26 ديسمبر 2015 | نداء شرارة  | حمزة الفضلاوي   | علي يوسف كريستين سعيد   | شيرين         |
| 4       | 10 فبراير 2018 12 مايو 2018   | دموع تحسين  | عصام سرحان      | يوسف السلطان هالة مالكي | أحلام         |
| 5       | 21 سبتمبر 2019 21 ديسمبر 2019 | مهدي عياشي  | إيمان عبد الغني | فهد مفتخر رضوان الأسمر  | راغب علامة    |

### المواسم
| المواسم | المرحلة                       | الفائز      | المدربين                                       | المقدمين                        | القناة                    |
| ------- | ----------------------------- | ----------- | ---------------------------------------------- | ------------------------------- | ------------------------- |
| 1       | 14 سبتمبر 2012 14 ديسمبر 2012 | مراد بوريقي | شيرين عاصي الحلاني كاظم الساهر صابر الرباعي    | محمد كريم أروى جودة نادين نجيم  | إم بي سي 1 · LBCI         |
| 2       | 28 ديسمبر 2013 29 مارس 2014   | ستار سعد    | شيرين عاصي الحلاني كاظم الساهر صابر الرباعي    | محمد كريم إيميه صياح نادين نجيم | إم بي سي 1 · LBCI         |
| 3       | 27 سبتمبر 2015 26 ديسمبر 2015 | نداء شرارة  | شيرين عاصي الحلاني كاظم الساهر صابر الرباعي    | إيميه صياح                      | إم بي سي 1 · إم بي سي مصر |
| 4       | 10 فبراير 2018 12 مايو 2018   | دموع تحسين  | عاصي الحلاني محمد حماقي إليسا أحلام الشامسي    | ناردين فرج بدر آل زيدان         | إم بي سي 1 · إم بي سي مصر |
| 5       | 21 سبتمبر 2019 21 ديسمبر 2019 | مهدي عياشي  | راغب علامة محمد حماقي سميرة سعيد أحلام الشامسي | ناردين فرج ياسر السقاف          |                           |

## وصلات خارجية
- ذا فويس: أحلى صوت على موقع IMDb (الإنجليزية)
- «ذا فويس» في نسخته العربية يختار الصوت دون رؤية صاحبه